# Richard Bentley
Richard Bentley, angleški anglikanski duhovnik, škof, teolog, klasični učenjak, filolog, filozof in kritik, * 27. januar 1662, Oulton, grofija Yorkshire, Anglija, † 14. julij 1742, Cambridge, Cambridgeshire, Anglija.

Betley je končal klasično gimnazijo v Wakefieldu. Nato se je leta 1676 vpisal na Kolidž St John's v Cambridgeu. S pomočjo štipendije je diplomiral leta 1680 in opravil magisterij leta 1683.
Bentley je leta 1690 prejel diakonat. V letu 1692 so ga imenovali za prvega Boyleovega predavatelja. V letih 1692 in 1693 si je dopisoval z Newtonom, ki je tedaj živel v Kolidžu Trinity. V prvem nizu predavanj »Spodbijanje ateizma« (»A Confutation of Atheism«) je predstavil Newtonovo fiziko v razumljivi obliki in jo vpel, še posebej v nasprotju do filozofije Thomasa Hobbesa, v dokaz o obstoju razumskega stvarnika. Drug niz predavanj, ki jih je imel leta 1694, ni bil objavljen in se je verjetno izgubil.
Od leta 1700 do smrti je bil Bentley predstojnik Kolidža Trinity, najpomembnejšega kolidža Univerze v Cambridgeu.